# Bridge of Craigisla (Brücke)
Die Bridge of Craigisla ist eine Straßenbrücke in der schottischen Ortschaft Bridge of Craigisla in der Council Area Angus. 1980 wurde das Bauwerk in die schottischen Denkmallisten in der Kategorie C aufgenommen.

## Geschichte
In die Brüstung ist eine Jahrestafel eingelassen, welche das Jahr 1819 wiedergibt. Vermutlich handelt es sich hierbei um das Baujahr, aber die Möglichkeit einer Errichtung bereits im späten 18. Jahrhundert ist nicht auszuschließen. Im Jahre 1862 wurden die Brüstungen neu gebaut und die Zufahrt an der Südseite erweitert. Im Zuge einer späteren Instandsetzungsmaßnahme wurde die Bridge of Craigisla mit Stahlplatten verstärkt.

## Beschreibung
Der Mauerwerksviadukt überspannt den Isla in dem Weiler Bridge of Criagisla mit einem ausgemauerten Segmentbogen. Sein Mauerwerk, wie auch das Mauerwerk der Brüstungen, besteht aus Bruchstein. Die Anfahrt an der Südseite wurde erweitert. Die Bridge of Craigisla führt die nach Muirhead führende B954 über den Isla.